# Aconitum daxinganlinense
Aconitum daxinganlinense är en ranunkelväxtart som beskrevs av Yi Zhi Zhao. Aconitum daxinganlinense ingår i släktet stormhattar, och familjen ranunkelväxter. Inga underarter finns listade i Catalogue of Life.